# 하우즈
"하우즈"(How's)는 2007년 개봉한 대한민국의 영화이다. 감독은 장세진이며 신아정 등이 주연으로 출연하였다.

## 출연

### 주연
- 신아정
- 홍승완

## 기타
- 프로듀서: 조현기
- 조명: 최철기
- 조명부: 손창영
- 조연출: 조효선
- 미술: 조아라
- 스튜디오: 한화성
- 도면설계: 한대열